# عربي غيبة
عربي غيبة (23 تموز 1991) ممثل سوري من مواليد دمشق.

## عن حياته
درس في البداية في كلية إدارة الأعمال وتخرج منها عام 2013, ثم شغفه للتمثيل جعله يلتحق بمدرسة الفن المسرحي.
بدأ عربي غيبة مسيرته المهنية من خلال مسلسل شيفون.

```
في عام 2015 انتقل للعيش في هولندا لدراسة الدبلوم في أكاديمية التمثيل المسرحي بهولندا. 
(Amsterdamse klein kunst academie & Bl toneell school)
```

## أهم أعماله
| العمل                | المخرج       | العمل                                   | المخرج            |
| -------------------- | ------------ | --------------------------------------- | ----------------- |
| صرخة روح 4           | ناجي طعمي    | ولادة من الخاصرة 3: منبر الموتى (مسلسل) | رشا شربتجي        |
| دنيا (مسلسل) 2       | زهير قنوع    | بقعة ضوء                                | عامر فهد          |
| حارة المشرقة         | ناجي طعمي    | أوراق بنفسجية                           | فيصل بني المرجة   |
| فتت لعبت             | إسماعيل حمدي | طاحون الشر (مسلسل)                      | ناجي طعمي         |
| خان (مسلسل)          | محمد معروف   | زمن البرغوت (مسلسل)2                    | أحمد إبراهيم أحمد |
| طوق البنات           | إياد نحاس    | إمام الفقهاء (مسلسل)                    | سامي جنادي        |
| الغربال (مسلسل)      | ناجي طعمي    | قمر شام (مسلسل)                         | مروان بركات       |
| خان الدراويش (مسلسل) | سالم سويد    | لعنة القسم                              | صالح جمال الدين   |

## في المسرح والسينما
شارك عربي غيبة في عدد من الأفلام منها فيلم " الموت حبا" إخراج حسام حمود، وفيلم "عرائس السكر" للمخرجة سهير سرميني.

## أعماله في أوروبا
عمل في مسرحية تدعى (Into The LIght)  وهي من تأليفه واخراجه. إلى جانب مشاركته في فيلمين قصيرين [Angry Arabs 12) 
و (boat).

## اخر أعمال عربي غيبة وجديده
انتهى من تصوير فيلم فرنسي يدعى (Girls of the Sun) الذي صوره في جورجيا، وقام مؤخرا أيضا بانتهاء من تصوير فيلم يدعى القيامة (Qiama).
```
ويحضر الآن لفيلم جديد يدعى 
(Lost (Buddy Film Project
 
```